# デイモス
デイモス（古希: Δεῖμος, Deimos）は、ギリシア神話に登場する恐怖の神である。原義は「恐怖」で、恐怖の擬人化でもある。ドイツ語読みダイモスでも知られる。ローマ神話におけるフーガと同一視される。
軍神アレースと美の女神アプロディーテーの息子であり、兄弟にポボス（敗走）とハルモニアー（調和）がいる。また、エロースとも兄弟ということになる。兄弟のポボス、戦いの女神エニューオー、時には争い・不和の女神エリスと共に、常にアレースに従属して戦場を跋扈したという。
元はヘーシオドスの『神統記』における恐怖の擬人化である。
アサフ・ホールが火星の二つの衛星を発見した際、ポボス（フォボス）とデイモス（デイモス）の兄弟から名前を付けたことで広く知られている。